# Miep Gies

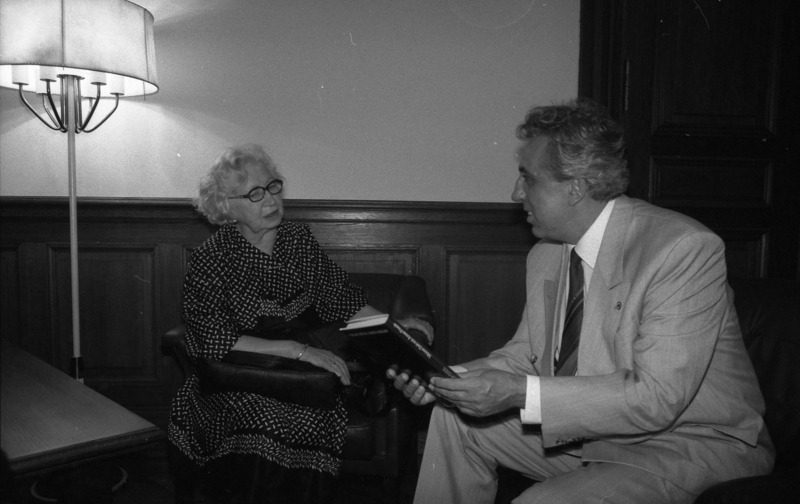
Miep Gies et Egon Krenz (1989)

Hermine « Miep » Gies ou Gies-Santrouschitz, née Santrouschitz le 15 février 1909 à Vienne et morte le 11 janvier 2010 à Hoorn aux Pays-Bas à l'âge de 100 ans, est une Néerlandaise catholique ayant secouru des Juifs dans un premier temps, puis caché Anne Frank et sa famille des nazis pendant la Seconde Guerre mondiale. Gies-Santrouschitz (et sa collègue Bep Voskuijl) découvrirent et conservèrent le Journal d'Anne Frank après l'arrestation et la déportation de cette dernière. Elle est reconnue Juste parmi les nations, le 6 mai 1977.

## Biographie

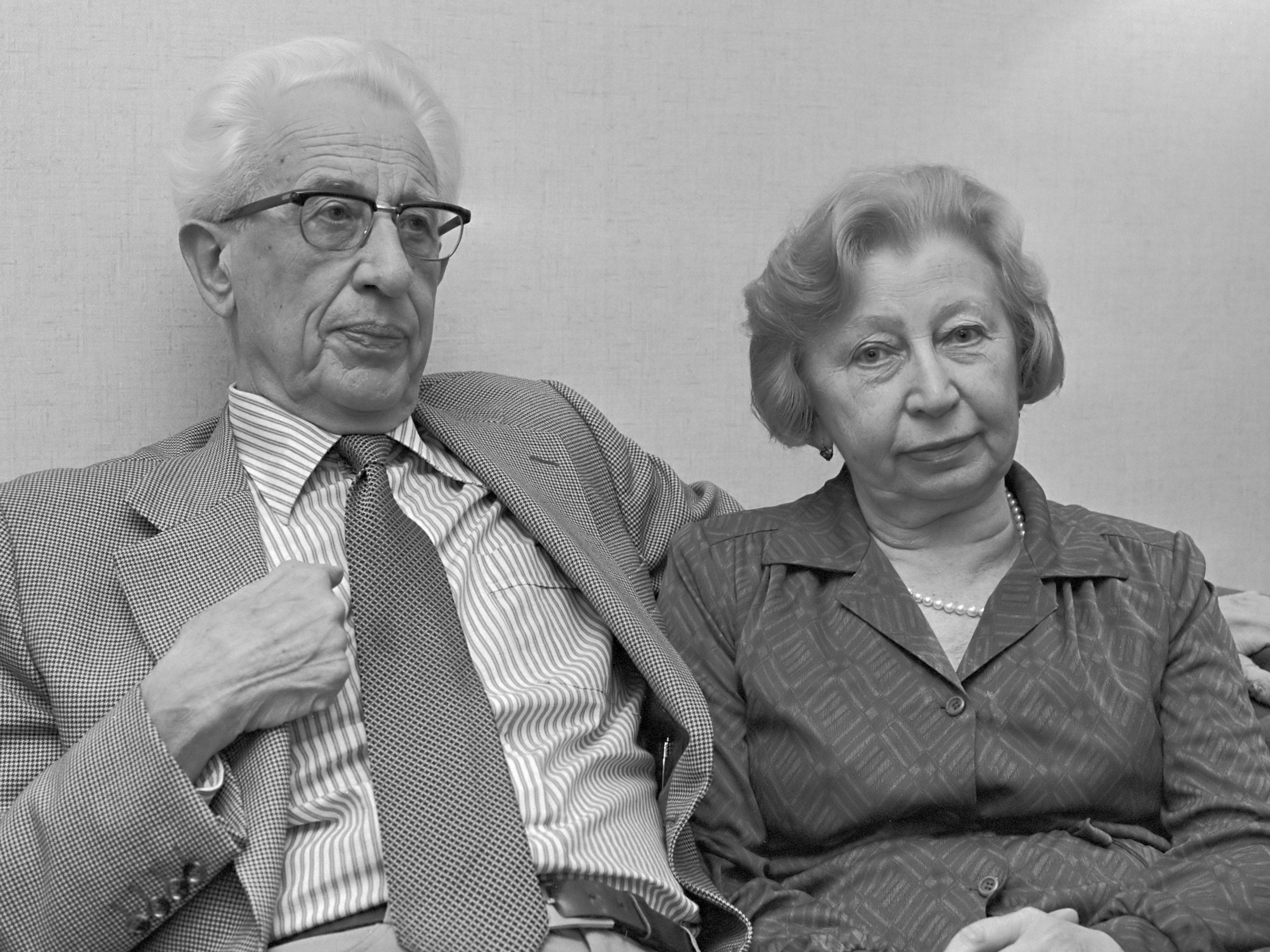
Miep et Jan Gies en 1980. Photo : Marcel Antonisse/Anefo

Hermine Santrouschitz est née à Vienne en Autriche-Hongrie en 1909. Elle reçoit de ses parents la foi catholique. Petite fille de santé fragile et afin d'échapper aux restrictions alimentaires mises en place en Autriche après la Première Guerre mondiale, Hermine est envoyée aux Pays-Bas en décembre 1920 à l'âge de 11 ans. La famille qui l'accueille habite alors à Leyde et déménage à Amsterdam en 1922. C'est dans cette ville qu'elle rencontre Otto Frank en 1933. Ce dernier recherche alors du personnel pour la société Opekta, spécialisée dans la fabrication de pectine et d'épices, qu'il a créée et dirige. D'abord responsable du « bureau des réclamations et informations » à Opekta, elle est ensuite promue à un poste administratif plus général. Bilingue parlant très bien allemand et néerlandais, elle aide la famille Frank lors de son installation aux Pays-Bas. Devenue une amie des Frank, elle fait partie, sans la moindre hésitation, des « protecteurs » des Frank lorsqu'ils se cachent dans « l'annexe », de même que Jan Gies, qu'elle épouse le 16 juillet 1941 lorsqu'elle est sous la menace d'une expulsion vers l'Autriche pour avoir refusé de rejoindre une association de jeunes filles nazies.
Pendant deux ans, elle prend soin des huit personnes cachées dans l'Annexe : la famille Frank, Fritz Pfeffer, Peter van Pels, Hermann van Pels et Augusta van Pels. Début août 1944, les Frank et leurs amis sont dénoncés anonymement. Le matin du 4 août 1944, les huit reclus ainsi que Victor Kugler et Johannes Kleiman sont arrêtés. Trois enquêtes criminelles menées après la guerre n'ont pas permis de connaître l’identité du dénonciateur (la première date de 1947, la dernière de 1963). Une enquête de 2021 incrimine le notaire Arnold van den Bergh, mais ne fait pas l'unanimité. Miep échappe à l'emprisonnement car l’officier qui vient l’interroger est tout comme elle d’origine autrichienne. Quelques jours après l'arrestation, Miep essaye sans succès de soudoyer des personnalités nazies afin d’obtenir la libération de ses amis. Légalement, Miep et les autres personnes les ayant aidés étaient passibles d'exécution, pour avoir caché des Juifs.

### Le journal d'Anne Frank
Miep surprend un jour Anne rédigeant son journal et comprend l'importance pour cette adolescente traquée et cachée, de cette confidente imaginaire, qu'était devenu celui-ci.
Lors de l'arrestation de ses protégés dont la jeune écrivaine, Miep Gies trouve dans la cachette les écrits en feuillets volants, connus sous l'appellation journal intime d’Anne Frank et le conserve sans le lire dans un tiroir, en attendant le retour d’Anne, à qui elle souhaite le rendre en mains propres. La guerre finie, elle apprend le décès de l'adolescente dans le camp de concentration de Bergen-Belsen et confie alors tous les documents relatifs au Journal à Otto Frank, le père d’Anne, le seul survivant de l’Annexe, qui fait publier le livre en 1947.
Elle signale plus tard que, si elle avait lu le journal de la jeune Anne, elle l’aurait détruit à cause des informations compromettantes qui s’y trouvaient. Otto Frank la persuada cependant de lire le journal à sa seconde impression. Après la publication et la traduction du livre, Miep et Jan Gies deviennent des célébrités aux Pays-Bas ; leur courage est distingué par de nombreuses récompenses de plusieurs organisations internationales. Entre autres, ils obtiennent le prix Raoul Wallenberg de la bravoure, et la reconnaissance de l'État d'Israël en étant nommés Justes parmi les nations. En 1994, Miep reçoit l’Ordre du Mérite de la République fédérale d'Allemagne, en 1995, elle reçoit la médaille de Yad Vashem, et en 1997, elle est anoblie par la Reine Beatrix des Pays-Bas.
Pendant le tournage du film documentaire Anne Frank Remembered, Peter Pepper, le fils de Fritz Pfeffer, rencontre Miep Gies pour la première fois. Après le divorce de ses parents, Pepper est élevé par son père, jusqu’à ce que ce dernier pense qu’il est trop dangereux pour lui de demeurer en Allemagne et l’envoie à Londres pour vivre avec son oncle, en 1939. À la fin de la guerre, il a perdu la plupart de sa famille proche, notamment son père et sa mère, qui ont péri à Neuengamme et Theresienstadt respectivement. Pepper décida d’aller aux États-Unis, où il monte une entreprise florissante. Il rencontre Miep et la remercie d’avoir tenté de sauver la vie de son père. Il meurt d’un cancer deux mois plus tard.
L’unique fils de Miep, Paul, naît le 13 juillet 1950, et son époux décède du diabète en 1993.
Victime d'une chute en décembre 2009, Miep Gies meurt le 11 janvier 2010, à l'âge de 100 ans,. Elle est incinérée et ses cendres reposent au funérarium de la ville de Hoorn, aux Pays-Bas.

## Dans la culture populaire
Le personnage de Miep Gies apparait dans le film Écrire pour exister.
Elle est également le personnage principal de la série biographique américaine Une lueur d'espoir (A Small Light), diffusée à partir du 1er mai 2023 sur la plateforme Disney+.

## Publication
- Miep Gies et Alison Leslie Gold (trad. Anne Damour), Elle s’appelait Anne Frank : l’histoire de la femme qui aida la famille Frank à se cacher, Paris, Calmann-Lévy rééd. Presses Pocket, 1987, 252 p. (ISBN 2-266-02092-7)
- Joop van Wijk-Voskuijl et Jeroen De Bruyn (trad. Aurélien Blanchard), Les derniers secrets d'Anne Frank : l'histoire méconnue d'Anne Frank, de sa protectrice et d'une trahison familiale, Paris, Michel Lafon, 2024, 304 p. (ISBN 2-266-02092-7)

## Reconnaissances
- prix Raoul Wallenberg de la bravoure[2]
- Diplôme et Médaille de Juste parmi les nations[2]
- Ordre du Mérite de la République fédérale d'Allemagne.
- anoblie par la Reine Beatrix des Pays-Bas[2]
- L'astéroïde (99949) Miepgies porte son nom.